# Jankowskia athleta
Jankowskia athleta là một loài bướm đêm trong họ Geometridae.